# Giorgio Lampugnano
Giorgio Lampugnano (Pavia, ... – 1449) è stato un docente italiano e padre della Repubblica Ambrosiana.

## Biografia
Professore universitario a Pavia, marito di Giovannina Omodei fu il leader dei quattro fondatori originali della Repubblica Ambrosiana, distinguendosi per le sue abilità oratorie.  Lampugnano e suo cognato Giovanni Omodei furono fra i primi Capitani e Difensori.  Fu un attivo  Ghibellino e guidò la popolazione a protestare contro la pace con Repubblica di Venezia nel 1448 dopo il trionfo dei Guelfi nelle elezioni.
Durante un tentativo di cospirazione contro Carlo Gonzaga venne tradito e scoperto insieme a Teodoro Bossi, catturato ed imprigionato. Lampugnano venne decapitato senza processo. In seguito, il suo parente Oldrado Lampugnano, venne eletto Capitano e Difensore nel trionfo Ghibellino e quindi divenne membro del Concilio Segreto di Francesco Sforza.